# Deux-Évailles
Deux-Évailles est une ancienne commune française, située dans le département de la Mayenne en région Pays de la Loire, devenue le 1er janvier 2019 une commune déléguée au sein de la commune nouvelle de Montsûrs.
Elle est peuplée de 208 habitants.

## Géographie

### Localisation
La commune fait partie de la province historique du Maine, et se situe dans le Bas-Maine.

### Géographie physique

#### Géologie
Daniel Œhlert indique pour la description de la géologie sur Deux-Évailles au début du XXe siècle : Granite recouvert, à la limite Nord-Est de la commune, par du sable et des argiles éocènes ; ces mêmes dépôts ont été conservés également le long de certaines dépressions, à l'Est de la Pichardière, à la Queue-du-Bois, et au Sud, le long du ruisseau, jusqu'à la Gatière.

#### Territoire
Il s'agit d'un territoire également réparti entre les deux rives de la rivière de Deux-Évailles, dont les deux branches, les deux eaux, l'Hermet et le Pont-Besnard, se joignent à sa limite Nord et qui traverse ensuite toute la paroisse en passant à l'ouest du bourg.
François-Augustin Gérault signale une voie romaine de Jublains à Montsûrs, atteignant Deux-Évailles au lieu de Pierre-Lée, passant aux Champs-Ferrés de la Brébonnière, à celui de la Longue-Pierre de Gerennes et entrant de là en Saint-Ouen-des-Vallons. On mentionne en 1270 le chemin du Clos et de la Croix-Bouessel. D'après la carte de Jaillot, le chemin de Mézangers à Mayenne traversait le canton Nord de la paroisse : La plus prochaine grande route que nous ayons, écrivent les habitants en 1789, est à trois grandes lieues de nous et les chemins qui nous y conduisent sont impraticables, et l'exploitation en est interdite à toutes les voitures en hiver.
Deux anciens chemins pavés se reconnaissent encore  dans la direction de Montourtier à Jublains, écrivait vers 1830, Guillaume-François d'Ozouville : L'un passe au bourg de Deux-Evailles, l'autre plus à l'ouest, à mi-chemin de Montourtier. Tous deux se réunissent à leur extrémité  A Jublains, sans doute.
La superficie, cadastrée en 1830 par M. Ramier-Chauvellerie est 1 192 hectares. Miroménil indique en 1696 un fonds bon, qui produit bled, avoine, sarrasin ; 3 métairies.

## Toponymie

### Attestations anciennes
Les attestations anciennes référencés par Alphonse-Victor Angot sont :
- Ecclesia de Duabus-Avallis, 1125 (Cartulaire d'Évron).
- Deus-Availle, 1312 (Bibliothèque nationale de France, f. fr. 8 736).
- Deux-Évaille, 1434 (Archives nationales, KK. 324).
- Ecclesia de Duabus-Aquosis, XVe siècle (Pouillé).
- Deuxevaille. Dans le Cartulaire de Deux-Evailles, qui n'est du reste qu'une analyse et souvent une traduction faite en 1551 des documents originaux, le nom est toujours écrit en un seul mot.
- Saint-Martin de Deux-Évailles, 1554 (Insinuations ecclésiastiques).
- De Duabus-Aquosis, 1561 (Insinuations ecclésiastiques).
- Deux-Évaillés (carte de Jaillot).
- Deuxevaulez, 1715 (carte cénomane).

## Histoire

### Préhistoire
François-Augustin Gérault signale :
- deux groupes mégalithiques, signalés par sont situés à 1 kilomètre Nord du bourg ;
- la découverte dans le cimetière d'un grand nombre de cercueils en calcaire coquillier.

Il existe plusieurs localités de nom ancien : Gerennes, Mérolles, Villeneuve, Valory, Trancalou.

### Antiquité
L'évêque du Mans Hildebert de Lavardin confirme à l'abbaye d'Évron la possession de l'église.

### Féodalité

Armes des Montesson : d'argent à 3 quintefeuilles d'azur

La seigneurie de paroisse appartient aux Montesson de la Roche-Pichemer, au moins depuis l'acquisition faite par eux du lieu seigneurial de la Beschère, vers 1637, et depuis à leurs successeurs.

### XVIIesiècle
- Le 22 février 1631, Messieurs du Rivau et de la Beschère ont envoyé un appelé La Chaume, beau-frère de Richardière, pour faire une information contre un capitaine appelé Monsieur de Quincé, gouverneur de Domfront ; les soldats duquel avoient tiré force argent de cette paroisse de Deux-Évailles ; et s'est mesme trouvé des hommes de Monseurs qui ont déposé choses étranges contre iceux soldats. Le prévost de Maine est venu exprès pour faire lesdites informations à la requeste desdits seigneurs et les a parachevées ledit jour 22 février.
- Un prêtre meurt de la peste, 26 juin 1626.

### XVIIIesiècle
Renée Foucher, pieuse fille, qui demande en 1749 à être enterrée sans cercueil, fonde une charité chargée de fournir aux pauvres les médicaments et tous les soins voulus dans leurs maladies : elle affecte à cette œuvre une closerie au village des Mortraies et le lieu du Bois-Noir, en Brée.
La grêle et des inondations dévastent en 1788 toutes les moissons presque mûres. Le cahier de doléances de 1789, porté au Mans par Jean Gilmas et François Gougeon, se plaint de la désertion des campagnes par les jeunes gens, qui vont dans les villes  embrasser des états bien moins utiles. Il  indique le terrain que nous occupons est des plus mauvais et des plus ingrats, environné de forêts, d'étangs, de marais. Les maladies épidémiques ravagent journellement nos familles. Le nombre des pauvres excède les deux tiers des habitants de la paroisse, qui cependant n'est pas épargnée pour la contribution des impôts ; … et se trouve souvent ravagée par les vimères, telles que la grêle et les inondations. La gabelle prive le laboureur de pouvoir faire subsister ses bestiaux avec les mauvais fourrages que notre terre produit.

### Révolution française
Le 10 décembre 1792, une bande de 30 individus, officiers municipaux en tête, moins le maire, vont à la Roussière et obligent le fermier à leur livrer tout son grain au-dessous du cours. Le 3 messidor an II, René Jourdan, 39 ans, né à Deux-Evailles, domicilié à Bazougers, est condamné à mort par la Commission militaire révolutionnaire du département de la Mayenne pour s'être joint aux Chouans et avoir crié : Vive le roi !. Le général Claude-Augustin de Tercier était à Deux-Évailles avec sa division, en novembre et décembre 1795.

### XXIesiècle
Le 1er janvier 2019, Deux-Évailles intègre avec trois autres communes la commune de Montsûrs créée sous le régime juridique des communes nouvelles instauré par la loi no 2010-1563 du 16 décembre 2010 de réforme des collectivités territoriales. Les communes de Deux-Évailles, Montourtier et Saint-Ouën-des-Vallons deviennent des communes déléguées, celles de Montsûrs (commune déléguée) et Saint-Céneré conservent ce statut et Montsûrs est le chef-lieu de la commune nouvelle.

## Population et société

### Démographie
En 2021, la commune comptait 208 habitants. Depuis 2004, les enquêtes de recensement dans les communes de moins de 10 000 habitants ont lieu tous les cinq ans (en 2005, 2010, 2015, etc. pour Deux-Évailles) et les chiffres de population municipale légale des autres années sont des estimations.
| 1793 | 1800 | 1806 | 1821 | 1831 | 1836 | 1841 | 1846 | 1851 |
| ---- | ---- | ---- | ---- | ---- | ---- | ---- | ---- | ---- |
| 464  | 434  | 475  | 569  | 472  | 522  | 533  | 561  | 575  |

| 1856 | 1861 | 1866 | 1872 | 1876 | 1881 | 1886 | 1891 | 1896 |
| ---- | ---- | ---- | ---- | ---- | ---- | ---- | ---- | ---- |
| 580  | 577  | 560  | 511  | 482  | 481  | 449  | 457  | 414  |

| 1901 | 1906 | 1911 | 1921 | 1926 | 1931 | 1936 | 1946 | 1954 |
| ---- | ---- | ---- | ---- | ---- | ---- | ---- | ---- | ---- |
| 428  | 414  | 377  | 312  | 273  | 258  | 252  | 250  | 305  |

| 1962 | 1968 | 1975 | 1982 | 1990 | 1999 | 2005 | 2010 | 2015 |
| ---- | ---- | ---- | ---- | ---- | ---- | ---- | ---- | ---- |
| 285  | 246  | 239  | 217  | 179  | 152  | 191  | 209  | 198  |

| 2018 | - | - | - | - | - | - | - | - |
| ---- | - | - | - | - | - | - | - | - |
| 198  | - | - | - | - | - | - | - | - |

## Culture locale et patrimoine

### Lieux et monuments
- Château de Trancalou.
- Château de la Béchère.
- Église Saint-Martin, œuvre de l'architecte Jean Camille Formigé

### Galerie

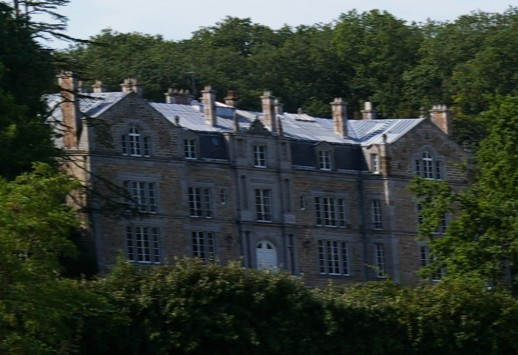
Château de Trankalou.
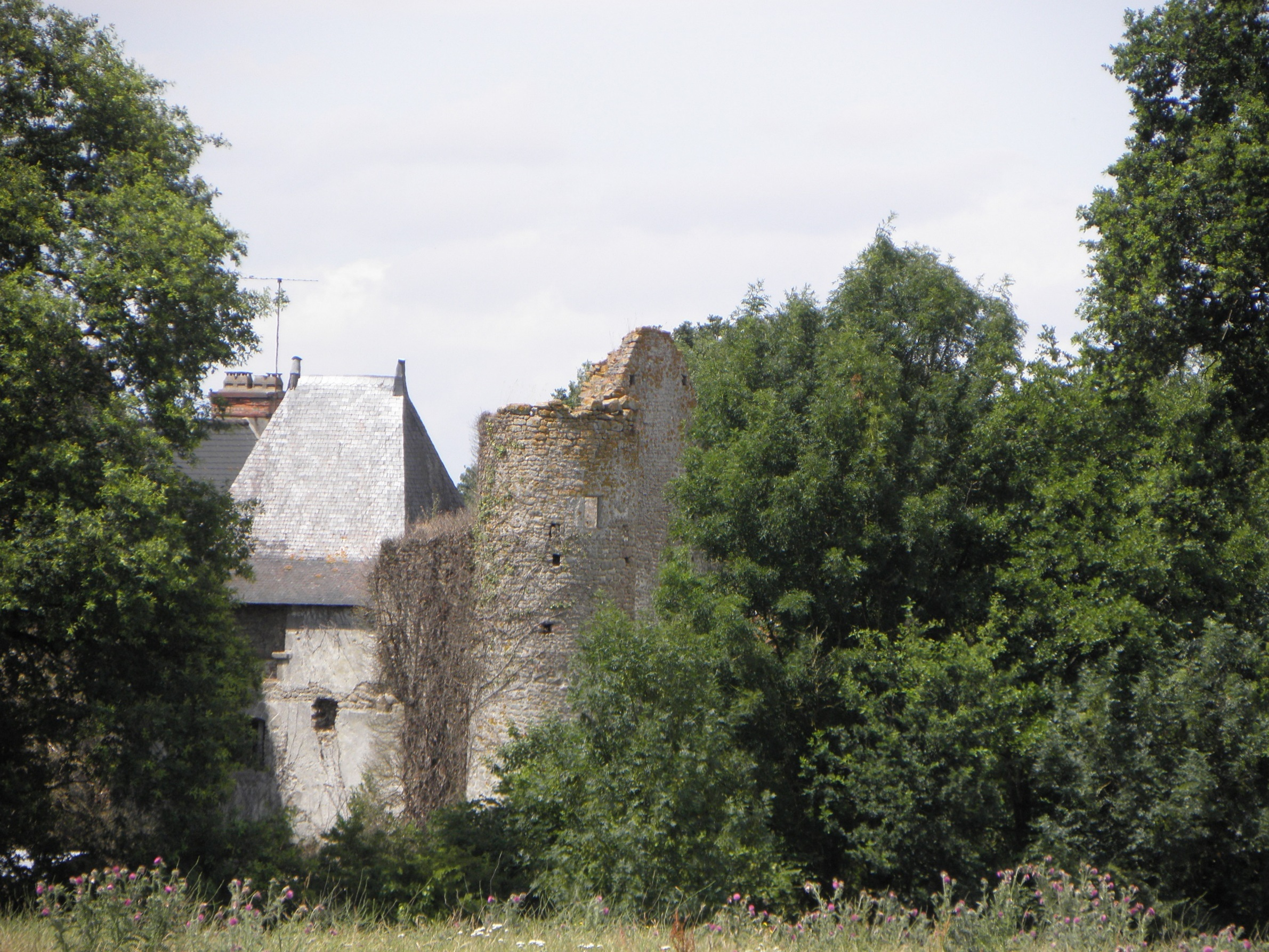
Château de la Béchère.
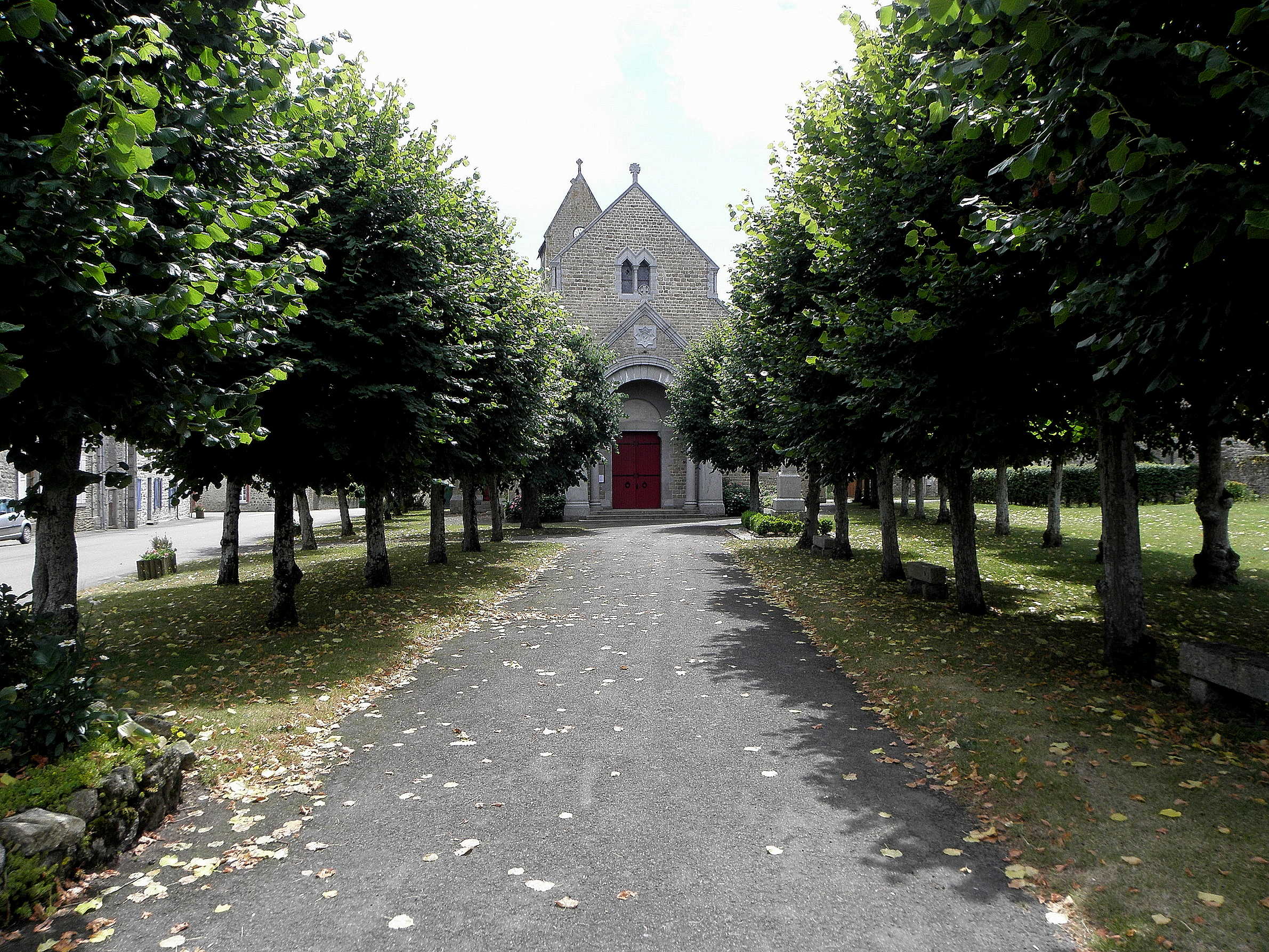
Église paroissiale Saint-Martin.

### Personnalités liées à la commune
- Georges Gamard (1837-1903 à Deux-Évailles), homme politique.

## Sources
- Registre paroissial depuis 1619.
- François-Augustin Gérault, Notice sur Évron, p. 205, 214, 242, 268.
- Mémoires du général Tercier, p. 215.
- Archives nationales, KK. 324.
- « Deux-Évailles », dans Alphonse-Victor Angot et Ferdinand Gaugain, Dictionnaire historique, topographique et biographique de la Mayenne, Laval, A. Goupil, 1900-1910 [détail des éditions] (BNF 34106789, présentation en ligne)